# Chasity Melvin
Chasity Melvin (Roseboro, 3 de mayo de 1976) es una exbaloncestista estadounidense que participó en la Women's National Basketball Association (WNBA) ocupando la posición de centro y ala-pívot.
Fue reclutada por los Cleveland Rockers en la 11° posición de la primera ronda del Draft de la WNBA de 1999, y militó tanto en los Cleveland Rockers (1999–2002) como en los Washington Mystics (2004–2007), Chicago Sky (2007–2008) y Washington Mystics (2009–2010). Además, en 2001 fue una de las jugadoras del All-Star Game de la WNBA.

## Estadísticas

### Totales
| Año                                                                                              | Equipo | J   | JI  | MJ    | TC   | ITC  | TC%  | 3P | 3PA | 3P%   | 2P   | 2PA  | 2P%  | TL  | ITL  | TL%  | RBO | RBD  | RBT  | AST | STL | BLK | TOV | PF   | PTS  |
| ------------------------------------------------------------------------------------------------ | ------ | --- | --- | ----- | ---- | ---- | ---- | -- | --- | ----- | ---- | ---- | ---- | --- | ---- | ---- | --- | ---- | ---- | --- | --- | --- | --- | ---- | ---- |
| 1999                                                                                             | CLE    | 32  | 9   | 709   | 95   | 218  | .436 | 1  | 1   | 1.000 | 94   | 217  | .433 | 68  | 98   | .694 | 53  | 74   | 127  | 38  | 20  | 22  | 42  | 93   | 259  |
| 2000                                                                                             | CLE    | 32  | 32  | 904   | 136  | 289  | .471 | 1  | 7   | .143  | 135  | 282  | .479 | 100 | 137  | .730 | 69  | 103  | 172  | 61  | 29  | 18  | 62  | 113  | 373  |
| 2001 ★                                                                                           | CLE    | 27  | 20  | 754   | 102  | 215  | .474 | 2  | 2   | 1.000 | 100  | 213  | .469 | 60  | 86   | .698 | 66  | 88   | 154  | 50  | 24  | 16  | 45  | 81   | 266  |
| 2002                                                                                             | CLE    | 32  | 32  | 1055  | 153  | 330  | .464 | 3  | 6   | .500  | 150  | 324  | .463 | 90  | 131  | .687 | 84  | 110  | 194  | 57  | 28  | 18  | 74  | 104  | 399  |
| 2003                                                                                             | CLE    | 34  | 34  | 1061  | 159  | 333  | .477 | 3  | 11  | .273  | 156  | 322  | .484 | 123 | 176  | .699 | 82  | 133  | 215  | 52  | 28  | 22  | 67  | 108  | 444  |
| 2004                                                                                             | WAS    | 34  | 16  | 825   | 104  | 256  | .406 | 0  | 0   |       | 104  | 256  | .406 | 85  | 111  | .766 | 63  | 68   | 131  | 37  | 15  | 18  | 52  | 89   | 293  |
| 2005                                                                                             | WAS    | 34  | 34  | 1051  | 150  | 305  | .492 | 4  | 16  | .250  | 146  | 289  | .505 | 93  | 138  | .674 | 82  | 117  | 199  | 25  | 31  | 14  | 61  | 113  | 397  |
| 2006                                                                                             | WAS    | 34  | 34  | 999   | 153  | 294  | .520 | 0  | 2   | .000  | 153  | 292  | .524 | 99  | 151  | .656 | 84  | 140  | 224  | 45  | 34  | 26  | 62  | 109  | 405  |
| 2007                                                                                             | TOT    | 32  | 28  | 935   | 118  | 259  | .456 | 1  | 7   | .143  | 117  | 252  | .464 | 85  | 129  | .659 | 73  | 140  | 213  | 37  | 38  | 22  | 71  | 101  | 322  |
| 2007                                                                                             | WAS    | 3   | 3   | 82    | 9    | 26   | .346 | 0  | 2   | .000  | 9    | 24   | .375 | 16  | 19   | .842 | 7   | 13   | 20   | 0   | 6   | 0   | 2   | 13   | 34   |
| 2007                                                                                             | CHI    | 29  | 25  | 853   | 109  | 233  | .468 | 1  | 5   | .200  | 108  | 228  | .474 | 69  | 110  | .627 | 66  | 127  | 193  | 37  | 32  | 22  | 69  | 88   | 288  |
| 2008                                                                                             | CHI    | 34  | 18  | 759   | 98   | 221  | .443 | 1  | 3   | .333  | 97   | 218  | .445 | 81  | 132  | .614 | 85  | 87   | 172  | 50  | 31  | 10  | 49  | 99   | 278  |
| 2009                                                                                             | WAS    | 34  | 33  | 756   | 84   | 188  | .447 | 0  | 1   | .000  | 84   | 187  | .449 | 33  | 61   | .541 | 79  | 79   | 158  | 36  | 34  | 29  | 50  | 101  | 201  |
| 2010                                                                                             | WAS    | 34  | 12  | 659   | 75   | 173  | .434 | 0  | 0   |       | 75   | 173  | .434 | 27  | 42   | .643 | 70  | 89   | 159  | 23  | 24  | 17  | 41  | 71   | 177  |
| Carera                                                                                           |        | 393 | 302 | 10467 | 1427 | 3081 | .463 | 16 | 56  | .286  | 1411 | 3025 | .466 | 944 | 1392 | .678 | 890 | 1228 | 2118 | 511 | 336 | 232 | 676 | 1182 | 3814 |
| Notas: J=Juegos; JI=Juegos iniciales; MJ=Minutos jugados; ITC=Intentos de TC; ITL=Intentos de TL |        |     |     |       |      |      |      |    |     |       |      |      |      |     |      |      |     |      |      |     |     |     |     |      |      |

### Por juego
| Año                                                                                              | Equipo | J   | JI  | MJ   | TC  | ITC  | TC%  | 3P  | 3PA | 3P%   | 2P  | 2PA  | 2P%  | TL  | ITL | TL%  | RBO | RBD | RBT | AST | STL | BLK | TOV | PF  | PTS  |
| ------------------------------------------------------------------------------------------------ | ------ | --- | --- | ---- | --- | ---- | ---- | --- | --- | ----- | --- | ---- | ---- | --- | --- | ---- | --- | --- | --- | --- | --- | --- | --- | --- | ---- |
| 1999                                                                                             | CLE    | 32  | 9   | 22.2 | 3.0 | 6.8  | .436 | 0.0 | 0.0 | 1.000 | 2.9 | 6.8  | .433 | 2.1 | 3.1 | .694 | 1.7 | 2.3 | 4.0 | 1.2 | 0.6 | 0.7 | 1.3 | 2.9 | 8.1  |
| 2000                                                                                             | CLE    | 32  | 32  | 28.3 | 4.3 | 9.0  | .471 | 0.0 | 0.2 | .143  | 4.2 | 8.8  | .479 | 3.1 | 4.3 | .730 | 2.2 | 3.2 | 5.4 | 1.9 | 0.9 | 0.6 | 1.9 | 3.5 | 11.7 |
| 2001                                                                                             | CLE    | 27  | 20  | 27.9 | 3.8 | 8.0  | .474 | 0.1 | 0.1 | 1.000 | 3.7 | 7.9  | .469 | 2.2 | 3.2 | .698 | 2.4 | 3.3 | 5.7 | 1.9 | 0.9 | 0.6 | 1.7 | 3.0 | 9.9  |
| 2002                                                                                             | CLE    | 32  | 32  | 33.0 | 4.8 | 10.3 | .464 | 0.1 | 0.2 | .500  | 4.7 | 10.1 | .463 | 2.8 | 4.1 | .687 | 2.6 | 3.4 | 6.1 | 1.8 | 0.9 | 0.6 | 2.3 | 3.3 | 12.5 |
| 2003                                                                                             | CLE    | 34  | 34  | 31.2 | 4.7 | 9.8  | .477 | 0.1 | 0.3 | .273  | 4.6 | 9.5  | .484 | 3.6 | 5.2 | .699 | 2.4 | 3.9 | 6.3 | 1.5 | 0.8 | 0.6 | 2.0 | 3.2 | 13.1 |
| 2004                                                                                             | WAS    | 34  | 16  | 24.3 | 3.1 | 7.5  | .406 | 0.0 | 0.0 |       | 3.1 | 7.5  | .406 | 2.5 | 3.3 | .766 | 1.9 | 2.0 | 3.9 | 1.1 | 0.4 | 0.5 | 1.5 | 2.6 | 8.6  |
| 2005                                                                                             | WAS    | 34  | 34  | 30.9 | 4.4 | 9.0  | .492 | 0.1 | 0.5 | .250  | 4.3 | 8.5  | .505 | 2.7 | 4.1 | .674 | 2.4 | 3.4 | 5.9 | 0.7 | 0.9 | 0.4 | 1.8 | 3.3 | 11.7 |
| 2006                                                                                             | WAS    | 34  | 34  | 29.4 | 4.5 | 8.6  | .520 | 0.0 | 0.1 | .000  | 4.5 | 8.6  | .524 | 2.9 | 4.4 | .656 | 2.5 | 4.1 | 6.6 | 1.3 | 1.0 | 0.8 | 1.8 | 3.2 | 11.9 |
| 2007                                                                                             | TOT    | 32  | 28  | 29.2 | 3.7 | 8.1  | .456 | 0.0 | 0.2 | .143  | 3.7 | 7.9  | .464 | 2.7 | 4.0 | .659 | 2.3 | 4.4 | 6.7 | 1.2 | 1.2 | 0.7 | 2.2 | 3.2 | 10.1 |
| 2007                                                                                             | WAS    | 3   | 3   | 27.3 | 3.0 | 8.7  | .346 | 0.0 | 0.7 | .000  | 3.0 | 8.0  | .375 | 5.3 | 6.3 | .842 | 2.3 | 4.3 | 6.7 | 0.0 | 2.0 | 0.0 | 0.7 | 4.3 | 11.3 |
| 2007                                                                                             | CHI    | 29  | 25  | 29.4 | 3.8 | 8.0  | .468 | 0.0 | 0.2 | .200  | 3.7 | 7.9  | .474 | 2.4 | 3.8 | .627 | 2.3 | 4.4 | 6.7 | 1.3 | 1.1 | 0.8 | 2.4 | 3.0 | 9.9  |
| 2008                                                                                             | CHI    | 34  | 18  | 22.3 | 2.9 | 6.5  | .443 | 0.0 | 0.1 | .333  | 2.9 | 6.4  | .445 | 2.4 | 3.9 | .614 | 2.5 | 2.6 | 5.1 | 1.5 | 0.9 | 0.3 | 1.4 | 2.9 | 8.2  |
| 2009                                                                                             | WAS    | 34  | 33  | 22.2 | 2.5 | 5.5  | .447 | 0.0 | 0.0 | .000  | 2.5 | 5.5  | .449 | 1.0 | 1.8 | .541 | 2.3 | 2.3 | 4.6 | 1.1 | 1.0 | 0.9 | 1.5 | 3.0 | 5.9  |
| 2010                                                                                             | WAS    | 34  | 12  | 19.4 | 2.2 | 5.1  | .434 | 0.0 | 0.0 |       | 2.2 | 5.1  | .434 | 0.8 | 1.2 | .643 | 2.1 | 2.6 | 4.7 | 0.7 | 0.7 | 0.5 | 1.2 | 2.1 | 5.2  |
| Carrera                                                                                          |        | 393 | 302 | 26.6 | 3.6 | 7.8  | .463 | 0.0 | 0.1 | .286  | 3.6 | 7.7  | .466 | 2.4 | 3.5 | .678 | 2.3 | 3.1 | 5.4 | 1.3 | 0.9 | 0.6 | 1.7 | 3.0 | 9.7  |
| Notas: J=Juegos; JI=Juegos iniciales; MJ=Minutos jugados; ITC=Intentos de TC; ITL=Intentos de TL |        |     |     |      |     |      |      |     |     |       |     |      |      |     |     |      |     |     |     |     |     |     |     |     |      |